# Rzeki we Włoszech
Rzeki Włoch o długości ponad 100 km.
| #  | nazwa polska              | nazwa włoska              | długość (w km) | region                                                 |
| -- | ------------------------- | ------------------------- | -------------- | ------------------------------------------------------ |
| 1  | Pad                       | Po                        | 652            | Piemont, Lombardia, Emilia-Romania, Wenecja Euganejska |
| 2  | Adyga                     | Adige                     | 410            | Trydent-Górna Adyga, Wenecja Euganejska                |
| 3  | Tyber                     | Tevere                    | 405            | Emilia-Romania, Toskania, Umbria, Lacjum               |
| 4  | Adda                      | Adda                      | 313            | Lombardia                                              |
| 5  | Oglio                     | Oglio                     | 280            | Lombardia                                              |
| 6  | Tanaro                    | Tanaro                    | 276            | Piemont, Liguria                                       |
| 7  | Ticino                    | Ticino                    | 248            | Szwajcaria, Piemont, Lombardia                         |
| 8  | Arno                      | Arno                      | 241            | Toskania                                               |
| 9  | Piawa                     | Piave                     | 220            | Wenecja Euganejska                                     |
| 10 | Reno                      | Reno                      | 211            | Toskania, Emilia-Romania                               |
| 11 | Sarca-Mincio              | Sarca-Mincio              | 194            | Trydent-Górna Adyga, Lombardia                         |
| 12 | Volturno                  | Volturno                  | 175            | Molise, Kampania                                       |
| 13 | Brenta                    | Brenta                    | 174            | Trydent-Górna Adyga, Wenecja Euganejska                |
| 14 | Secchia                   | Secchia                   | 172            | Emilia-Romania, Lombardia                              |
| 15 | Tagliamento               | Tagliamento               | 170            | Friuli-Wenecja Julijska                                |
| 16 | Ofanto                    | Ofanto                    | 170            | Kampania, Basilicata, Apulia                           |
| 17 | Ombrone                   | Ombrone                   | 161            | Toskania                                               |
| 18 | Chiese                    | Chiese                    | 160            | Trydent-Górna Adyga, Lombardia                         |
| 19 | Dora Baltea               | Dora Baltea               | 160            | Dolina Aosty, Piemont                                  |
| 20 | Liri-Garigliano           | Liri-Garigliano           | 158            | Abruzja, Lacjum, Kampania                              |
| 21 | Bormida                   | Bormida                   | 154            | Liguria, Piemont                                       |
| 22 | Tirso                     | Tirso                     | 153            | Sardynia                                               |
| 23 | Basento                   | Basento                   | 149            | Basilicata                                             |
| 24 | Panaro                    | Panaro                    | 148            | Emilia-Romania                                         |
| 25 | Aterno/Pescara            | Aterno/Pescara            | 145            | Abruzja                                                |
| 26 | Imera Meridionale i Salso | Imera Meridionale o Salso | 144            | Sycylia                                                |
| 27 | Agogna                    | Agogna                    | 140            | Piemont, Lombardia                                     |
| 28 | Sesia                     | Sesia                     | 138            | Piemont                                                |
| 29 | Agri                      | Agr                       | 136            | Basilicata                                             |
| 30 | Olona                     | Olona                     | 131            | Lombardia                                              |
| 31 | Lambro                    | Lambro                    | 130            | Lombardia                                              |
| 32 | Flumendosa                | Flumendosa                | 127            | Sardynia                                               |
| 33 | Savio                     | Savio                     | 126            | Emilia-Romania                                         |
| 34 | Dora Riparia              | Dora Riparia              | 125            | Piemont                                                |
| 35 | Taro                      | Taro                      | 125            | Emilia-Romania                                         |
| 36 | Serio                     | Serio                     | 124            | Lombardia                                              |
| 37 | Mannu-Coghinas            | Rio Mannu-Coghinas        | 123            | Sardynia                                               |
| 38 | Sangro                    | Sangro                    | 122            | Abruzja                                                |
| 39 | Metauro                   | Metauro                   | 121 (110)      | Marche                                                 |
| 40 | Bradano                   | Bradano                   | 120            | Basilicata, Apulia                                     |
| 41 | Bacchiglione              | Bacchiglione              | 118            | Wenecja Euganejska                                     |
| 42 | Nera                      | Nera                      | 116            | Marche, Umbria                                         |
| 43 | Tronto                    | Tronto                    | 115            | Marche, Abruzja                                        |
| 44 | Trebbia                   | Trebbia                   | 115            | Liguria, Emilia-Romania                                |
| 44 | Simeto                    | Simeto                    | 113            | Sycylia                                                |
| 45 | Livenza                   | Livenza                   | 112            | Friuli-Wenecja Julijska, Wenecja Euganejska            |
| 46 | Stura di Demonte          | Stura di Demonte          | 111            | Piemont                                                |
| 47 | Serchio                   | Serchio                   | 111            | Toskania                                               |
| 48 | Fortore                   | Fortore                   | 110            | Kampania, Molise, Apulia                               |
| 49 | Calore Irpino             | Calore Irpino             | 108            | Kampania                                               |
| 50 | Belice                    | Belice                    | 107            | Sycylia                                                |
| 51 | Cervaro                   | Cervaro                   | 105            | Apulia                                                 |
| 52 | Noce                      | Noce                      | 105            | Trydent-Górna Adyga                                    |
| 53 | Platani                   | Platani                   | 103            | Sycylia                                                |
| 54 | Orco                      | Orco                      | 100            | Piemont                                                |